# HMB Endeavour
El HM Bark Endeavour va ser un petit vaixell de la Marina Reial Britànica del segle xviii famós per estar al comandament del capità James Cook. el 1768 James Cook va triar aquest vaixell carboner reconvertit construït a Anglaterra per fer la seva primera gran expedició al gran Mar del Sud, ja que podia portar una càrrega important i molts homes per a una travessa tan llarga. En la seva joventut Cook havia navegat en aquest tipus de vaixells i per això els coneixia prou bé.
Els carboners estaven especialment dissenyats per allotjar en les seves bodegues unes 600 tones de carbó que portaven des del nord d'Anglaterra fins a Londres. En aquest cas aquestes van ser modificades per albergar els queviures i el material científic. A mesura que les provisions s'anirien esgotant deixarien lloc a l'instrumental i espècimens de plantes i animals recollits al llarg del viatge.
Tenien una línia ampla i profunda, amb una popa estreta i no tenia mascaró de proa. L'Endeavour tenia tres pals. Els pal trinquet i major portaven grans veles quadrades, mentre que el de messana tenia veles cangrees davant i darrere. Aquest tipus de velam permetia al vaixell navegar amb gairebé qualsevol condició meteorològica, fent front a les més violentes tempestes. A més, si calia varar el vaixell aquest ho podia fer sense patir cap dany.
Com a condició de vaixell militar en missió científica el HM Bark Endeavour tenia una tripulació mixta composta de marineria encarregada de les operacions del vaixell i les veles, militars amb oficials i infants de marina que imposaven la disciplina a bord i protegia l'embarcació d'atacs hostils i, finalment, científics i artistes encarregats de realitzar observacions, dibuixos i experiments el temps que durés l'expedició.
Després de l'expedició de Cook va servir en diverses missions militars fins que fou decomissionat en setembre de 1774 i venut i reanomenat Lord Sandwich el 1775, i a finals del mateix any fou reclamat per enviar tropes a Amèrica britànica per lluitar en la Guerra d'Independència dels Estats Units, sent finalment enfonsat a la badia de Narragansett per evitar el desembarcament de tropes franceses a Newport en la batalla de Rhode Island.